# Southworth & Hawes

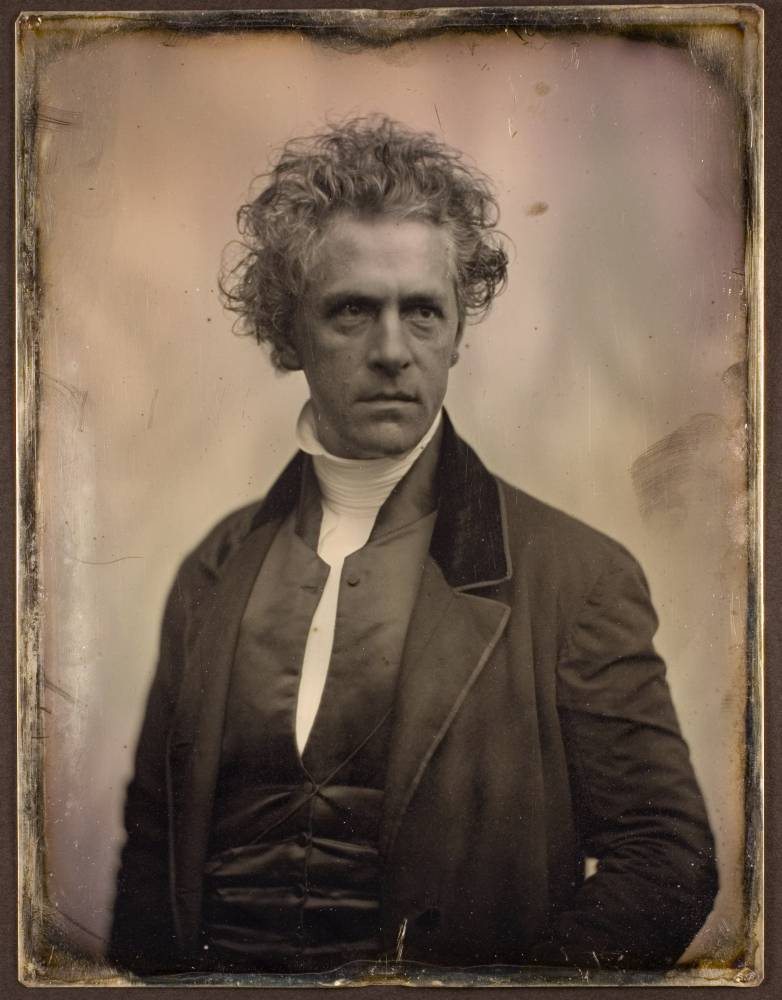
Southworth & Hawes: Portrét Rollina Hebera Nealeho, asi 1850

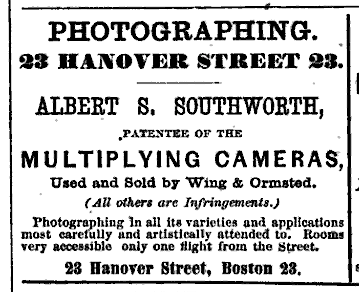
Reklama na Southworthovo fotostudio na Hanover Street v Bostonu, 1868

Southworth & Hawes byla jedna z prvních fotografických firem a daguerrotypické fotografické studio v Bostonu v letech 1843-1863. Vlastnili jej Albert Sands Southworth (1811-1894) a Josiah Johnson Hawes (1808–1901), kteří jsou označováni za jedny z prvních amerických mistrů fotografie. Jejich práce na fotografických portrétech povýšila úroveň fotografie na výtvarné umění. Jejich obrazy jsou obsaženy v každé větší knize a sbírce z počátků americké fotografie.
Southworth & Hawes pracovali téměř výlučně s procesem daguerrotypie, tedy s deskami velkými 8x6 palců, s brilantním obrazem lesknoucím se jako zrcadlo a jemnou podrobnou kresbou detailů.
V srpnu 1855 napsal filadelfský daguerrotypista Marcus A. Root do magazínu Photographic and Fine Art Journal: "Jejich styl je pro ně příznačný; prezentují krásné účinky světla a stínu, dávají hloubku spolu s nádhernou jemností a vyzrálostí. Tyto vlastnosti jim dávají výbornou pověst umělců a znalců." Dále uvedl, že firma by měla věnoval svůj čas hlavně na daguerrotypie a již méně se věnovat fotografii na papíře.

## Historie
Podnik Southworth & Hawes založili oba pánové v roce 1843 s vlastním fotografickým studiem na Tremont Row, v Bostonské části Scollay Square. Studio se specializovalo na daguerrotypické portréty mnoha významných osobností. Z oken studia bylo vidět do „krásného ovocného sadu, který patřil do Gardiner Greene, a také na náměstí Scollay a na kostel se zahradou na Brattle Street...“.
Southworth & Hawes nebyli sami: dalšími prominentními daguerrotypisty byli například Masury & Silsby a také John Adams Whipple. Whipple a Southworth & Hawes byli v Bostonu největší, ale (po roce 1853) je zastínila pouze fotografická studia Mathewa Bradyho a M. M. Lawrence v New Yorku.
Ve 40. letech 19. století se objevily první teorie portrétu, Marcus Aurelius Root se inspiroval dílem švédského vědce Emanuela Swedenborga a anatomickými studiemi Charlese Bella. Požadoval, aby portrét ukazoval duši zobrazeného. Albert Sands Southworth však v roce 1871 jeho myšlenku ještě rozšířil: požadoval, aby byl charakter člověka patrný hned při prvním pohledu na fotografii, v níž by měl být zachycen nejlepší výraz, jakého je portrétovaný schopen.

### Osobní a veřejné portréty
Během jejich dvacetileté spolupráce Southworth a Hawes obstarávali Bostonu společnost a slávu. Jejich reklama dělala rozdíl mezi stylem portrétu pro osobní versus veřejné použití. "Podobenka pro intimní známost nebo vlastní rodinu by měla být poznamenána přívětivostí a radostí, tedy vhodné pro sociální kruh a k domácímu krbu. Portréty určené pro veřejnost, úřední hodnostáře vyžadují více pevnosti, strohosti a střízlivosti."
Mezi jejich sedícími modely byli například Louisa May Alcott, Lyman Beecher, Benjamin Butler, William Ellery Channing, Rufus Choate, Cassius Marcellus Clay, Charlotte Cushman, Richard Henry Dana, Jr., Dorothea Dix, Ralph Waldo Emerson, Edward Everett, William Lloyd Garrison, Grace Greenwood, Oliver Wendell Holmes, Sam Houston, Thomas Starr King, Louis Kossuth, Jenny Lind, Henry Wadsworth Longfellow, Horace Mann, Donald McKay, Lola Montez, George Peabody, William Hickling Prescott, Lemuel Shaw, Harriet Beecher Stowe, Charles Sumner, Daniel Webster, John Greenleaf Whittier nebo Robert C. Winthrop.

### Dokumentace zrozeníanestezie

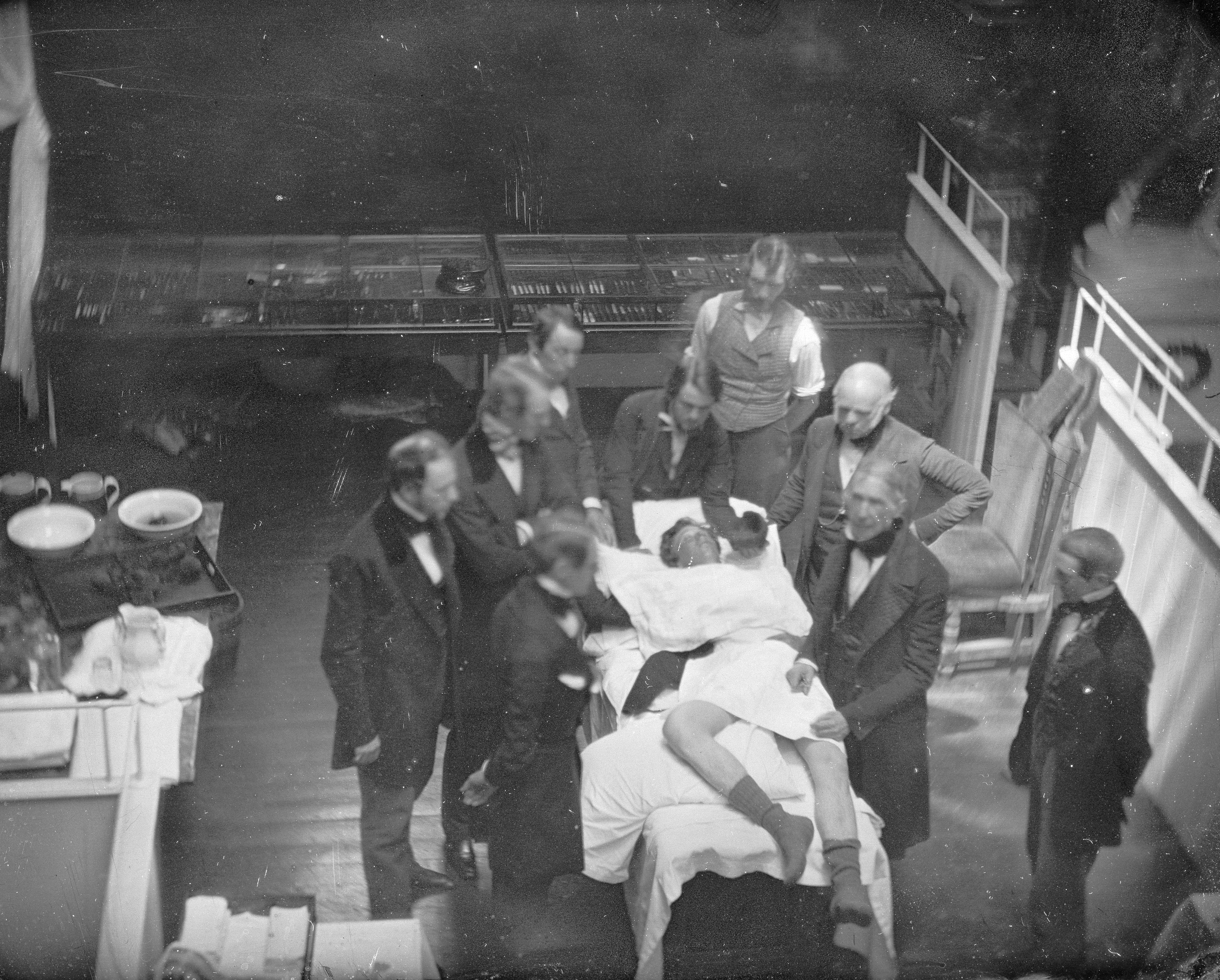
Southworth & Hawes: Opětovné uzákonění používání rajského plynu v praxi, 16. října 1846, daguerrotypie

Večer 30. září 1846, pan Eben Frost, který trpěl silnou bolestí zubů, vyzval Dr. Williama Thomase Greena Mortona, sídlícího v č.p. 19 na Tremont Row v Bostonu, a jehož kancelář sdílela stejnou adresu jako studio Southworth a Hawes, aby mu Dr. Morton podal oxid dusný (rajský plyn) a vytáhl zub. Dne 16. října Dr. Morton pacienta uspal před Dr. John Collins Warrenem, hlavním chirurgem nemocnice Massachusetts General Hospital a odstranil mu nádor na krku. Na památku této historické a významné události, byli Southworth & Hawes požádáni, aby operaci dokumentovali fotograficky.

### Rozčlenění archivu
Hawes žil až do roku 1901, studio nadále provozoval a pečlivě chránil rozsáhlý archiv. Archiv byl však během hospodářské krize rozčleněn. Většina z něj dorazila do tří muzeí (George Eastman House, Metropolitní muzeum umění a Museum of Fine Arts, Boston), zatímco jen poměrně málo věcí se ocitla v soukromém vlastnictví. Nicméně 27. dubna 1999 se našel „poklad“ - doposud neznámých 240 daguerrotypií studia Southworth a Hawes, a sice na aukci Sotheby z majetku Davida Feigenbauma. Celková prodejní cena byla stanovena na 3,3 milionu dolarů.

## Muzea obsahující snímky Southworth & Hawes
- American Museum of Photography
- Amon Carter Museum, Ft. Worth, Texas
- Boston Athenæum
- George Eastman House
- Historic New England
- Metropolitan Museum of Art
- Museum of Fine Arts Boston

## Galerie

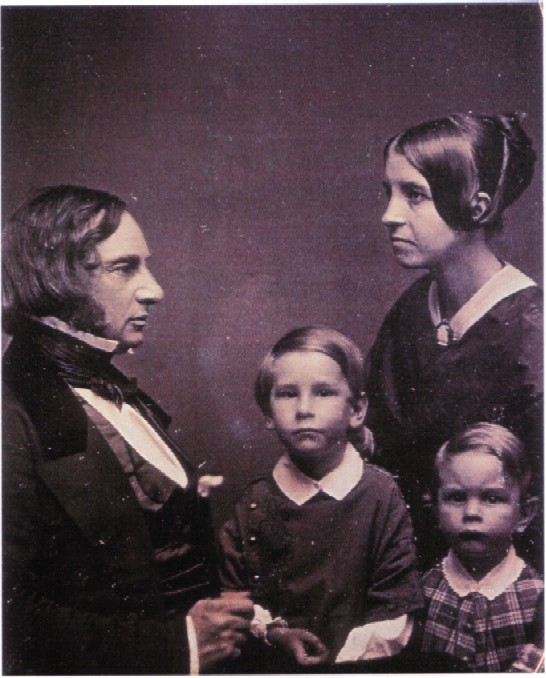
Rodina Longfellowů, 1849
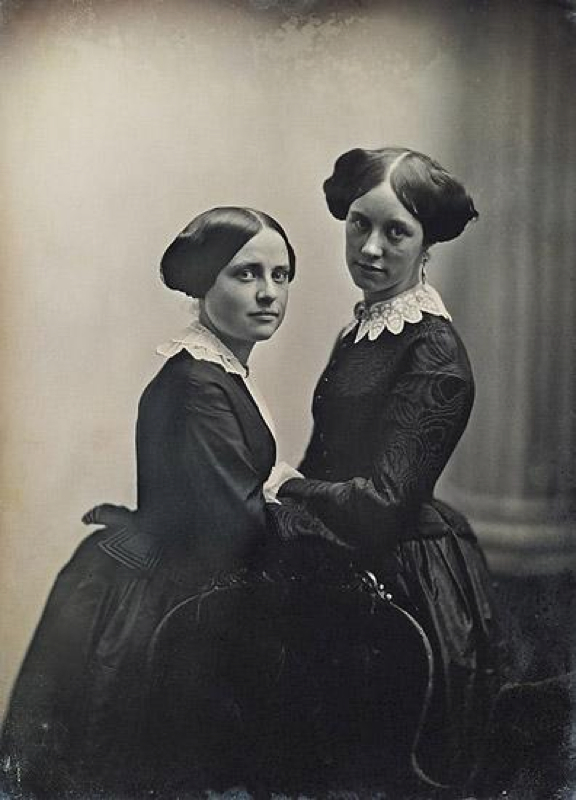
Dvě sestry
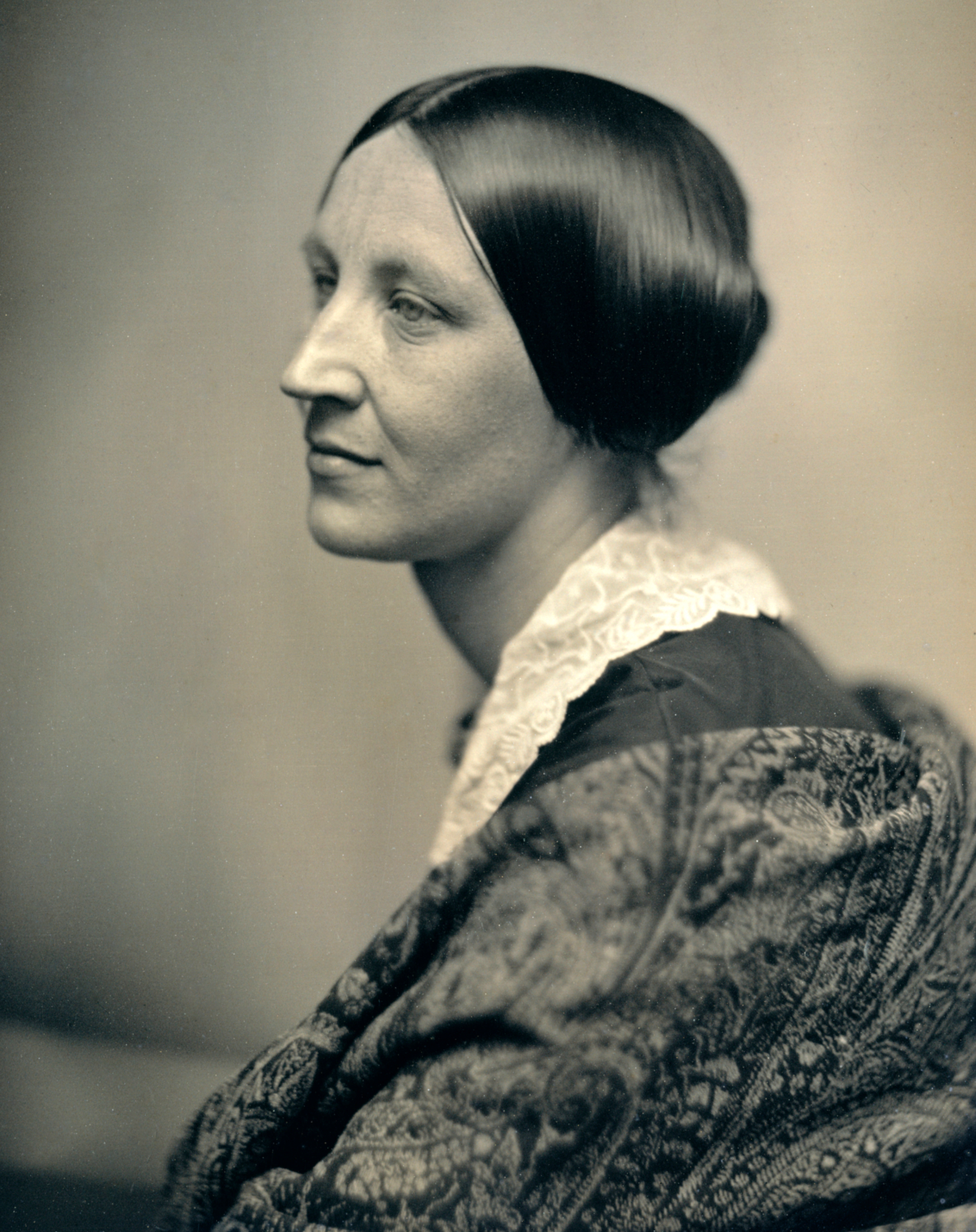
Neznámá žena, asi 1850
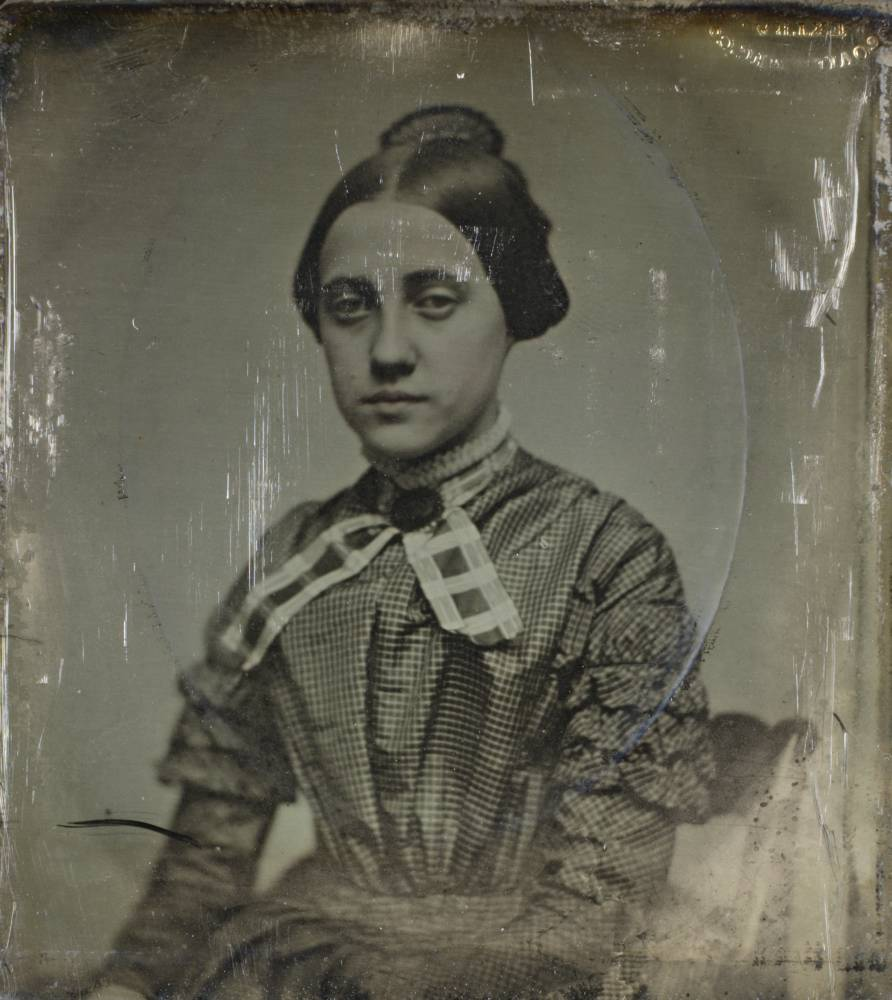
Neznámá žena, asi 1852
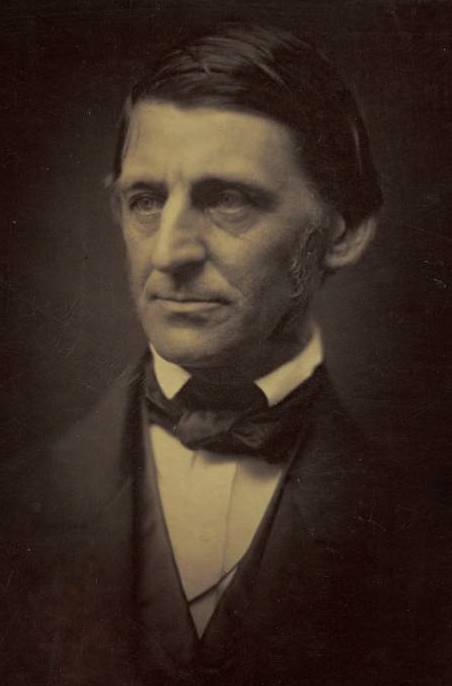
Ralph Waldo Emerson, 1857
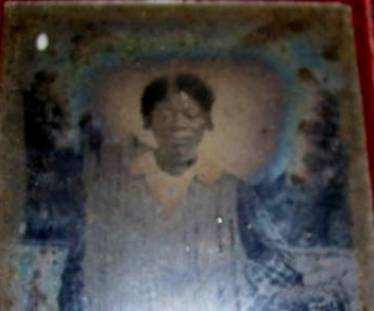
Neznámá žena, asi počátek 19. stol.
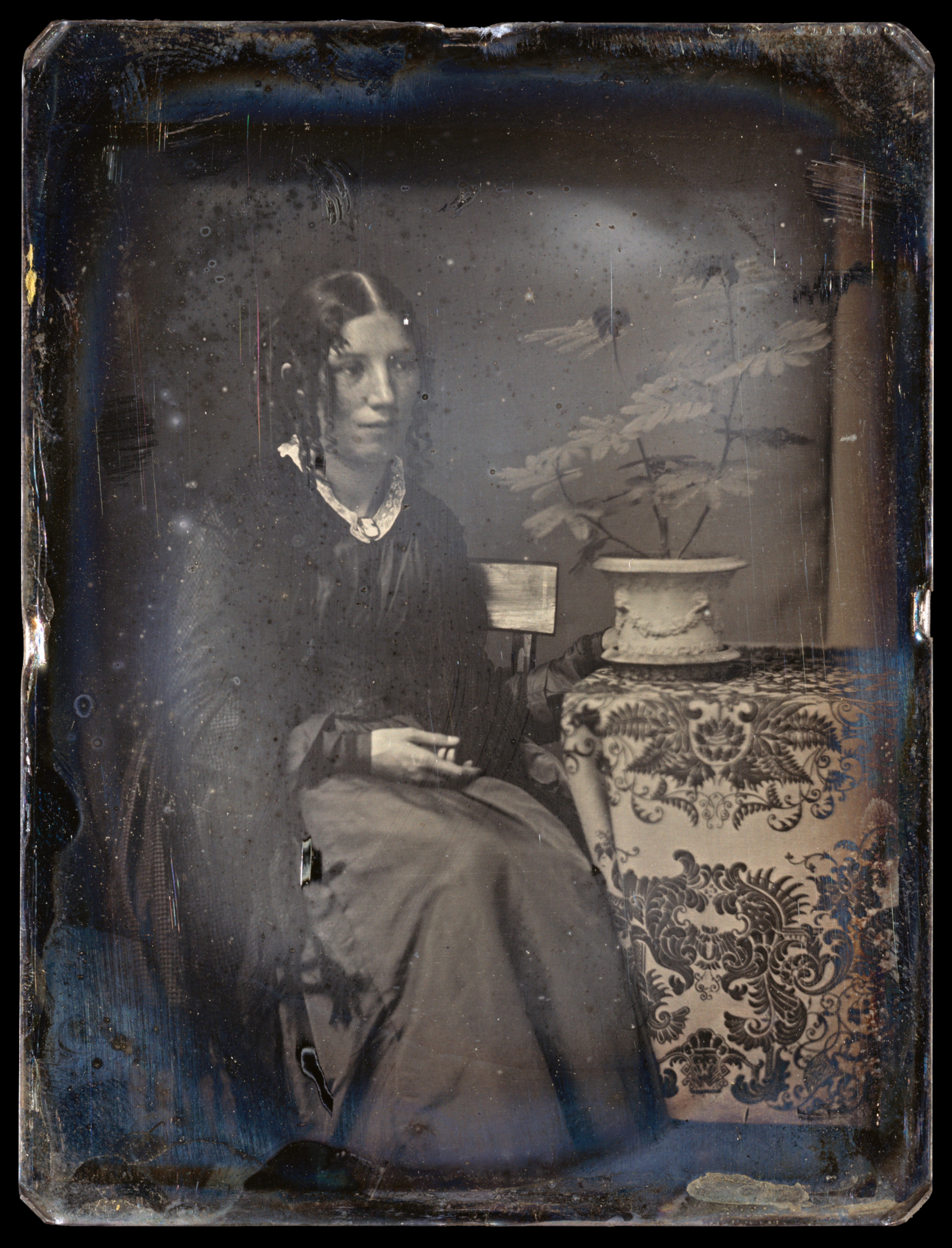
Harriet Beecher Stoweová, asi 1850
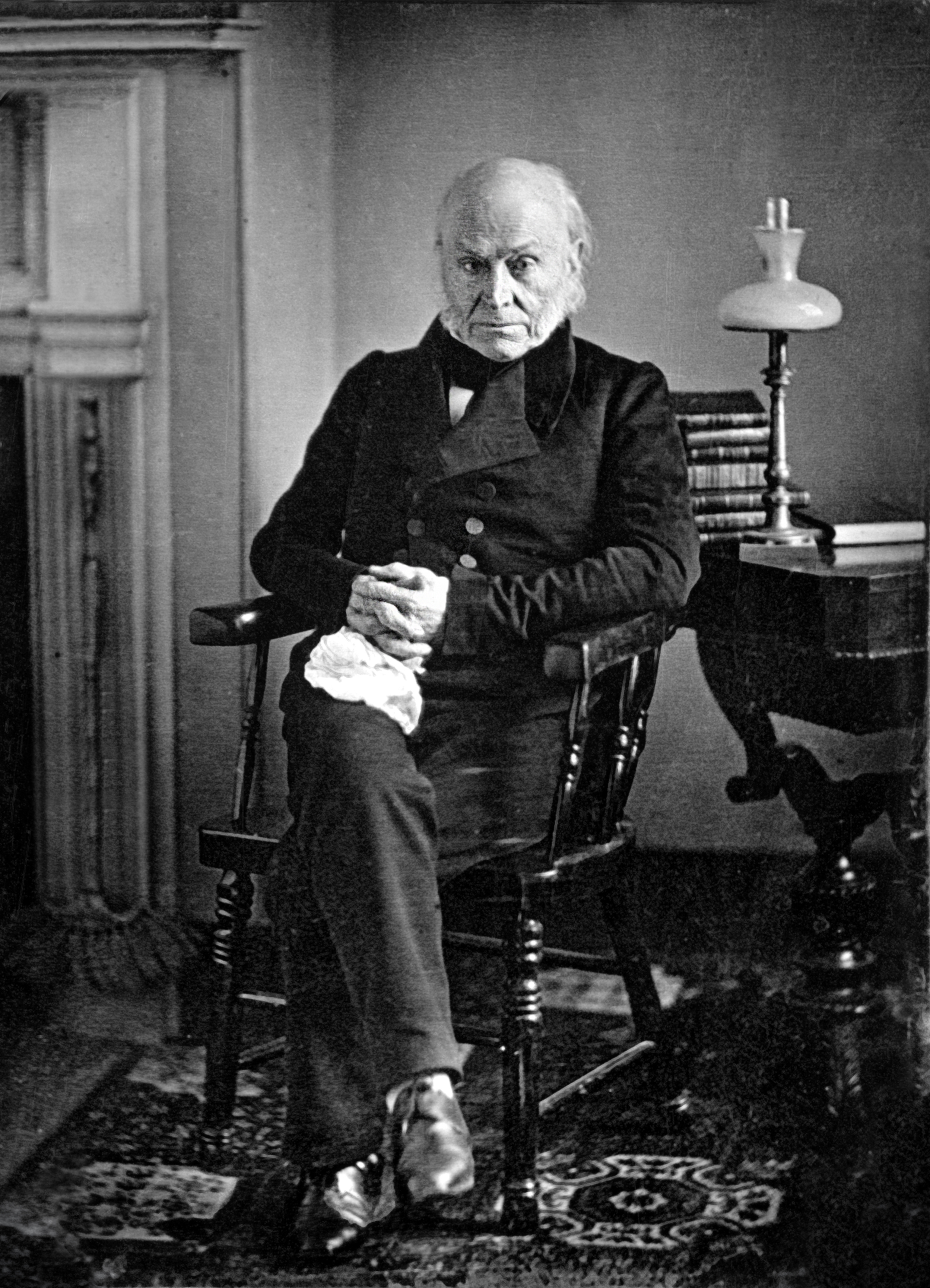
John Quincy Adams
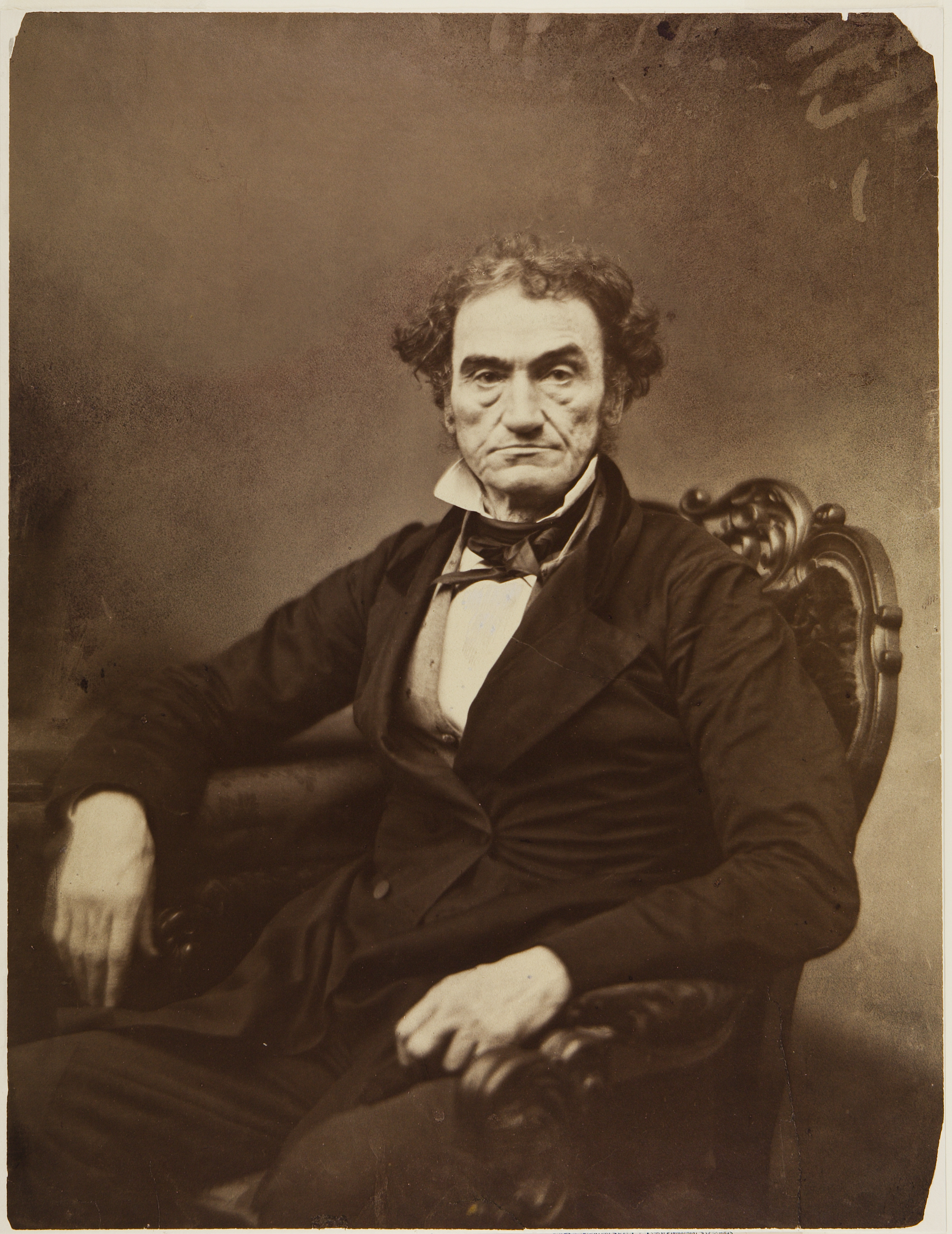
Rufus Choate